# Ejército Antijaponés del Pueblo Malayo

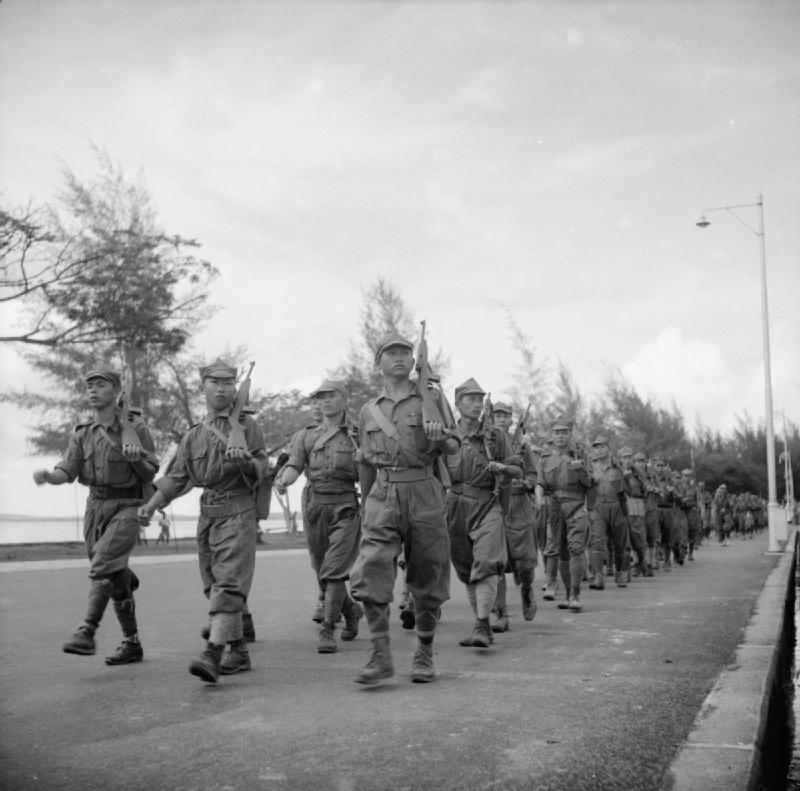
Guerrilleros del MPAJA marchando por las calles de Johor Bahru durante su ceremonia de disolución en diciembre de 1945.

El Ejército Antijaponés del Pueblo Malayo, abreviado MPAJA, fue un grupo guerrillero activo durante la ocupación japonesa de Malasia de 1942 a 1945. Compuesto principalmente por guerrilleros de ascendencia china, el MPAJA era el grupo de resistencia antijaponés más grande de Malasia. Fundada el 18 de diciembre de 1941 durante la invasión japonesa de Malasia, la MPAJA fue concebida como un esfuerzo combinado del Partido Comunista Malayo (MCP), el gobierno colonial británico y varios grupos antijaponeses. Aunque oficialmente eran dos organizaciones diferentes, muchos consideraban a la MPAJA como un brazo armado de facto del MCP debido a que su liderazgo estaba compuesto principalmente por comunistas chinos. Muchos de los exguerrilleros de la MPAJA formarían más tarde el Ejército de Liberación Nacional Malayo (MNLA) y resistirían la ocupación británica de Malaya durante la Emergencia Malaya (1948-1960).